# 瑞子女王
瑞子女王（ずいしじょおう、文永9年（1272年） - 元徳元年8月29日（1329年9月22日））は、鎌倉時代の女院。宗尊親王の王女。後嵯峨天皇の孫。後宇多天皇の後宮。院号は永嘉門院。母は堀川具教の娘で、堀川通具の孫女。土御門姫君とも称した。

## 略歴
文永9年（1272年）誕生。文永11年（1274年）父の宗尊親王は死去。
正安2年（1300年）、室町院が死去した際、かつて宗尊親王がその遺領を受け継ぐ取決めになっていたため、その娘の瑞子が所領を相続することとなった。室町院領は、後高倉院から式乾門院、室町院と相承されたもので、金剛勝院領・六条院領・七条院領・後高倉院法華堂領等を含む100余ヵ所からなる規模の大きいものであった。正安3年（1301年）、幕府により、瑞子はそのうち50余ヵ所を相続し、残りを大覚寺統（亀山上皇）と持明院統（伏見上皇）で折半するよう取り決められた。
翌正安4年（1302年）1月20日、瑞子は准三宮となり、院号の宣下を受けた（永嘉門院）。亀山上皇の猶子となってのことであるが、后妃でなく、皇女（内親王）でない孫女王への女院号宣下は異例の事であった。さらに、瑞子は後宇多上皇の後宮に入ったため、その所領は大覚寺統（亀山上皇・後宇多上皇）の管轄するところとなった。しかし、これに持明院統（伏見上皇）が反発し、幕府に異議を申し立て、瑞子が相続した室町院領も両統で折半することに決定した。20年を経た元亨3年（1323年）、永嘉門院は幕府に対し使者を送って所領に対する訴訟を起こしたが、結局訴えは退けられた（暉子内親王#室町院領の継承問題を参照）。
所領のこともあってか、後宇多上皇からは重んじた扱いを受けた。子女はなし。後二条天皇の皇子・邦良親王を養子とした。
元亨4年（1324年）6月、後宇多上皇が没したため、7月29日に落飾。法名を妙法智とした。元徳元年（1329年）死去。享年58。